# Wicked Garden
«Wicked Garden» es una canción de Stone Temple Pilots que aparece en su álbum debut básico. Contrariamente a la creencia popular, la canción nunca fue oficialmente lanzado como un sencillo, pero sigue siendo considerado como un gran éxito para la banda y aparece en su única compilación de Grandes Éxitos, Thank You, así como la compilación 2008, "Buy This". La letra de la canción fue escrita por Scott Weiland y la música fue escrita por los hermanos Robert y Dean DeLeo.

## Significado
Scott Weiland afirmó que "Wicked Garden" es una canción sobre la gente que permite a todos su inocencia y la pureza que se perdieron de sus vidas."

## Versiones
- La versión original del sencillo se encuentra en su disco debut, Core.
- Otra versión aparece en el LP Mighty Joe Young Demo en 1990.
- Stone Temple Pilots realizó una versión acústica de "Wicked Garden" en el MTV Unplugged, en 1993. El vídeo de esta versión aparece en DVD Thank You.
- Una versión en vivo de la canción aparece en la banda sonora de 2001 Family Values Tour.

## Posiciones
| Listas                      | Posiciones |
| --------------------------- | ---------- |
| U.S. Mainstream Rock Tracks | 11         |
| U.S. Modern Rock Tracks     | 21         |